# Kulturni center Lojze Bratuž
Kulturni center Lojze Bratuž je društvo v Gorici, ki je tudi izobraževalno, vzgojno, kulturno, rekreativno in športno središče za Slovence iz Goriškega. Odprli so ga leta 1962 s prispevki in dobrodelnimi nameni Slovencev iz Gorice in zdomstva, da bi lahko Slovencem nudili primerne prostore za svoje delovanje, takrat se je imenoval Katoliški dom. Leta 1996 so ga po temeljiti prenovi in sodobitvi preimenovali v Kulturni center Lojze Bratuž, slovenskemu skladatelju, zborovodji in narodnemu delavcu, ki je postal žrtev fašizma in simbol trpljenja vseh Slovencev pod fašizmom.
V Kulturnem centru Lojze Bratuž deluje mnogo duštev in marsikatero ima tudi tam svoj sedež, kot so Zveza slovenske katoliške prosvete in Združenje cerkvenih pevskih zborov. Za kulturne prireditve, razstave, koncerte in podobne dejavnosti skrbi društvo Kulturni center Lojze Bratuž. Vsako leto pripravijo ogromno prireditev in najrazličnejših dejavnosti. Ob glavni stavbi, kjer je večja gledališka dvorana, manjša dvorana in nekaj drugih prostorov, sta še hišica, kjer je goriški sedež Slovenske zamejske skavtske organizacije (SZSO) in večja telovadnica, ki se imenuje Slovenski športni center Mirko Špacapan.
Leta 2013 je Kulturni center Lojze Bratuž prejel Černetovo nagrado.